# Canadian Tire Centre
Canadian Tire Centre (francuski Centre Canadian Tire) je sportska arena u Ottawi u kanadskoj saveznoj državi Ontario.
Dom je hokejaškog tima Ottawa Senators. Izgradnja ove arena počela je 1992. godine, a otvorena je 15. siječnja 1996. koncertom kanadskog rokera Bryan Adamsa. Prvotno je nosila naziv The Palladium. No samo mjesec dana nakon mijenja ime u Corel Centre. Današnje ime nosi od 13. siječnja 2006.
Prva hokejaška utakmica odigrana je 2 dana nakon otvorenja kada su Senatorsi ugostili Canadiense. 
Kapacitet arene je 19.153 mjesta.

## Vanjske poveznice
- Službeni site